# Gustaf Backmark
Johan Gustaf Backmark, född 22 september 1875 i Husby församling, Kopparbergs län, död 5 januari 1960 i Söderhamn, var en svensk bankman. Han var gift med Wendela Rudberg (dotter till Fritz Rudberg) och far till Jan Backmark.
Efter mogenhetsexamen 1895 blev Backmark bokhållare vid AB Gefle Verkstäder 1896, inträdde i Helsinglands Enskilda Banks tjänst 1898, var kassör vid dess kommissionskontor i Gävle 1901–1908 och vid huvudkontoret i Söderhamn från 1908. Han var rektor och lärare vid Söderhamns stads lärlings- och yrkesskolor, revisor för bland annat Söderhamns stads räkenskaper och siffergranskare vid Söderhamns stads och Sydöstra Hälsinglands Sparbank.